# Echenais ochracea
Echenais ochracea är en fjärilsart som beskrevs av Percy I. Lathy 1932. Echenais ochracea ingår i släktet Echenais och familjen Riodinidae. Inga underarter finns listade i Catalogue of Life.